# Jekaterina Andrejewna Krylatkowa
Jekaterina Andrejewna Krylatkowa (russisch Екатерина Андреевна Крылаткова; * 12. Oktober 1983 in  Degtjarsk) ist eine russische Biathletin.
Jekaterina Krylatkowa nahm zwischen 2006 und 2008 an internationalen Rennen im Biathlon teil. Ihr erstes Rennen im Europacup bestritt sie in Obertilliach und wurde dort in ihrem ersten Rennen 46. des Sprints. Im folgenden Verfolgungsrennen verbesserte sie sich auf den 24. Platz und gewann damit erste Punkte. 2008 konnte die Russin in Valromey zum Saisonfinale als Zweitplatzierte hinter Tina Bachmann erstmals unter die besten zehn und zugleich auf das Podest laufen. Bei den Russischen Meisterschaften im Biathlon 2009 in Uwat gewann sie mit Jekaterina Glasyrina, Ljubow Petrowa und Natalja Sokolowa die Bronzemedaille.